# Abolboda paniculata
Abolboda paniculata är en gräsväxtart som beskrevs av Bassett Maguire. Abolboda paniculata ingår i släktet Abolboda och familjen Xyridaceae. Inga underarter finns listade i Catalogue of Life.